# Мулик Андрій Олегович
Мулик Андрій Олегович — старший солдат Збройних сил України, 95-та окрема аеромобільна бригада.
Поранений у ногу в боях проти проросійських терористів.

## Нагороди
20 червня 2014 року — за особисту мужність і героїзм, виявлені у захисті державного суверенітету та територіальної цілісності України, вірність військовій присязі під час російсько-української війни, відзначений — нагороджений орденом «За мужність» III ступеня.